# یواس‌اس ال-۸ (اس‌اس-۴۸)
یواس‌اس ال-۸ (اس‌اس-۴۸) (به انگلیسی: USS L-8 (SS-48)) یک زیردریایی بود که طول آن ۱۶۵ اینچ (۴٫۲ متر) بود. این زیردریایی در سال ۱۹۱۷ ساخته شد.